# جامعة تشارلز
جامعة كارلوفا أو جامعة تشارلز (بالتشيكية:Univerzita Karlova؛ وباللاتينية: Universitas Carolina؛ بالألمانية: Karls-Universität؛ وبالإنكليزية:Charles University) هي أقدم وأكبر جامعة في جمهورية التشيك. أنشئت سنة 1348م؛ وهي الأولى في الإمبراطورية الرومانية المقدسة وأوروبا الوسطى عامة. تدخل مع الجامعات الأقدم في أوروبا.